# یوزو کاواشیما
یوزو کاواشیما (به ژاپنی: 川島雄三 Kawashima Yūzō) یک کارگردان ژاپنی، برای ساخت فیلم‌های کمیک و طنز معروف بود.